# South Wheatley
South Wheatley – wieś w Anglii, w Nottinghamshire, w dystrykcie Bassetlaw, w civil parish North and South Wheatley. W 2001 civil parish liczyła 102 mieszkańców.